# Ozero Bujevskoje
Ozero Bujevskoje (ryska: Озеро Буевское) är en sjö i Belarus.   Den ligger i voblasten Vitsebsks voblast, i den nordöstra delen av landet, 240 km nordost om huvudstaden Minsk. Ozero Bujevskoje ligger 171 meter över havet.
I omgivningarna runt Ozero Bujevskoje växer i huvudsak blandskog. Runt Ozero Bujevskoje är det glesbefolkat, med 15 invånare per kvadratkilometer.